# Château de Beauverger
Pour les articles homonymes, voir Beauverger.
Le château de Beauverger est un château situé à Saulzet, en France.

## Localisation
Le château est situé sur la commune de Saulzet, dans le département français de l'Allier, à la sortie du village en direction d'Escurolles (accessible par la D27).

## Description
Le château a conservé en grande partie son allure médiévale. Il possède une charpente remarquable.

## Historique
La construction du château remonte au XIIIe siècle. Au XVe siècle, il appartient à Merlin de Cordebeuf qui complète l'édifice. Il fait l'objet de restaurations importantes au XIXe siècle.
L'édifice est inscrit au titre des monuments historiques en 1929.